# Comté d'Érié (New York)
Pour les articles homonymes, voir Comté d'Erie.
Le comté d'Érié (en anglais : Erie County) est l'un des 62 comtés de l'État de New York, aux États-Unis. Le siège du comté est Buffalo.

## Géographie
Le comté est bordé à l'ouest par le lac Érié, dont il tient son nom.

## Population
La population du comté s'élevait à 954 236 habitants selon le recensement de 2020, ce qui en fait le comté le plus peuplé de l'État de New York, en dehors de l'aire métropolitaine de la ville de New York. 
| Groupe                           | Comté d'Érié | New York | États-Unis |
| -------------------------------- | ------------ | -------- | ---------- |
| Blancs                           | 80,0         | 66,8     | 72,4       |
| Afro-Américains                  | 13,5         | 15,9     | 12,6       |
| Asiatiques                       | 2,6          | 7,3      | 4,8        |
| Métis                            | 1,8          | 3,0      | 2,9        |
| Autres                           | 1,5          | 7,5      | 6,4        |
| Amérindiens                      | 0,6          | 0,6      | 0,9        |
| Total                            | 100          | 100      | 100        |
|                                  |              |          |            |
| Hispaniques et Latino-Américains | 4,5          | 17,6     | 16,7       |

Selon l'American Community Survey, en 2010, 90,41 % de la population âgée de plus de 5 ans déclare parler l'anglais à la maison, 3,14 % déclare parler l'espagnol, 0,93 % le polonais, 0,55 % une langue chinoise, 0,53 % l'italien, 0,51 % l'arabe et 3,93 % une autre langue.

## Histoire
À l'origine, le territoire correspondant à l'actuel comté d'Érié était inclus dans le comté d'Albany, un comté immense à l'époque, qui regroupait plusieurs États.

## Subdivisions

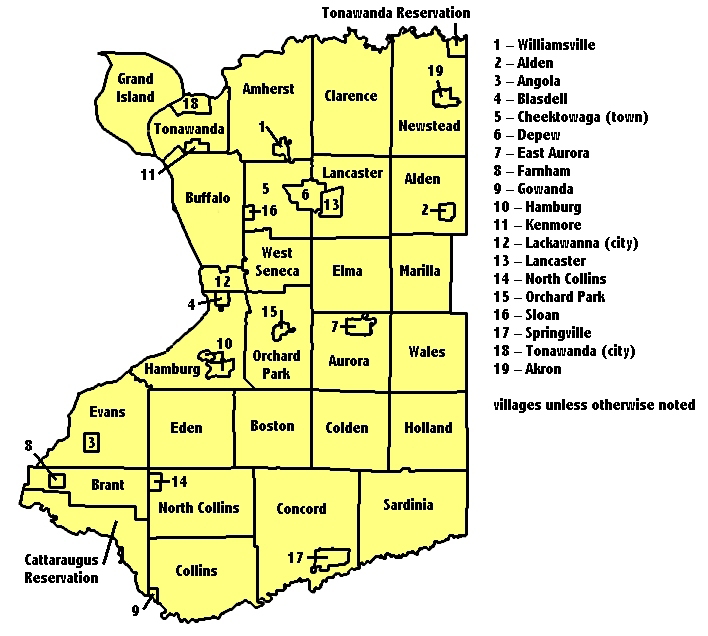
Découpage administratif des municipalités du comté.

## Comtés adjacents
- Comté de Niagara (au nord)
- Comté de Wyoming (à l'est)
- Comté de Genesee (à l'est)
- Comté de Cattaraugus (au sud)
- Comté de Chautauqua (au sud-ouest)

- Province de l'Ontario (Canada) (séparée par la Rivière Niagara à l'ouest et le Lac Ontario au nord)

## Transports
- Interstate 90 (New York State Thruway)
- Interstate 190 (Niagara Thruway)
- Interstate 290 (Youngman Expressway)
- Interstate 990
- U.S. Route 20
- U.S. Route 20A
- U.S. Route 62
- U.S. Route 219 (Southern Expressway)
- New York State Route 5
- New York State Route 16
- New York State Route 33 (Kensington Expressway)
- New York State Route 39
- New York State Route 78
- New York State Route 179
- New York State Route 198 (Scajaquada Expressway)
- New York State Route 240
- New York State Route 400 (Aurora Expressway)